# 微笑俄羅斯娃娃
《微笑俄羅斯娃娃》是日本作家早見和真的長篇小說，於2021年11月5日由文藝春秋發行。

## 內容簡介
本作講述新聞記者道上香苗因為一年前的事件，由社會線被調職至文藝部，因父親車禍逝世而遺留在保險箱的調查筆記，勾起她對年輕政治家清家一郎的疑心，從而調查他及其秘書鈴木俊哉隱藏的秘密，查探他們不為人知的過去。

## 出版書籍
- 早見和真《微笑俄羅斯娃娃》
  - 單行本：文藝春秋發行，2021年11月5日。ISBN 978-4-16-391150-2。
  - 文庫本：文春文庫發行、2024年6月5日、ISBN 978-4-167-92226-9。

## 電視劇
《微笑俄羅斯娃娃》是TBS電視台於2024年6月28日至9月6日播出的週五連續劇，由水川麻美主演。
臺灣由KKTV於2024年6月29日起跟播。香港由myTV SUPER於2024年8月9日起播出。

### 登場人物

#### 主要人物
- 道上香苗：水川麻美[1]

東都新聞記者。本是社會部一名幹練記者，後因一宗事件而被調職到文藝部。
- 鈴木俊哉：玉山鐵二[1]（學生時代：西山潤[2]）

清家的政務秘書官。學生時代為班上高材生。是清家高中同學兼好友。
- 清家一郎：櫻井翔[1]（學生時代：青木柚[2]）

厚生勞動大臣，據說是未來首相候選人的人氣政治家。是鈴木高中同學兼好友。

#### 道上的相關人物
- 山中尊志：丸山智己[3]
- 青山直樹：曾田陵介[3]
- 道上香織：筒井真理子[4]
- 道上兼高：渡邊一慶[4]
- 旗手健太郎：和田正人[4]
- 旗手勇氣：森優理斗

#### 清家的相關人物
- 佐佐木光一：渡邊大[4]（學生時代：濱尾範高[2]）

清家的後援會會長，松山日本料理店「春吉」老闆。也是清家與鈴木的高中同學，曾擔任學生會副會長。
- 和田島芳孝：加藤雅也[4]
- 坂本一紀：中山麻聖
- 三好美和子/真中亞里沙：田邊桃子
- 清家浩子：高岡早紀[3]

#### 其他人物
- 凜凜：咲耶
- 羽生雅文：大鷹明良
- 諸橋育夫：矢島健一
- 武智和宏：小木茂光
- 藤田則永：國廣富之
- 一色清彥：東根作壽英

### 製作團隊
- 原作：早見和真《微笑俄羅斯娃娃》（文藝春秋）
- 劇本：泉吉紘、神田優
- 配樂：大間間昂
- 主題曲：由薫「Sunshade」（Polydor Records）[5]
- 導演：岩田和行、城宝秀則、小林義則
- 製作人：橋本芙美
- 製作：共同電視、TBS電視台

### 播出日程
| 集數                                                                      | 播出日期 | 副標題 | 編劇     | 導演       | 收視率 |
| ------------------------------------------------------------------------- | -------- | ------ | -------- | ---------- | ------ |
| 第1話                                                                     | 6月28日  |        | 泉吉紘   | 岩田和行   | 5.3%   |
| 第2話                                                                     | 7月05日  |        | 神田優   | 岩田和行   | 4.7%   |
| 第3話                                                                     | 7月12日  |        | 泉吉紘   | 城寶秀則   | 5.2%   |
| 第4話                                                                     | 7月19日  |        | 神田優   | 小林義則   | 5.9%   |
| 第5話                                                                     | 7月26日  |        | 神田優   | 岩田和行   | 5.3%   |
| 第6話                                                                     | 8月02日  |        | 泉吉紘   | 城寶秀則   | 5.2%   |
| 第7話                                                                     | 8月09日  |        | 神田優   | 朝比奈陽子 | 5.5%   |
| 第8話                                                                     | 8月16日  |        | 福田晶平 | 小林義則   | 5.9%   |
| 第9話                                                                     | 8月23日  |        | 泉吉紘   | 岩田和行   | 4.2%   |
| 第10話                                                                    | 8月30日  |        | 神田優   | 城寶秀則   | 5.2%   |
| 最終話                                                                    | 9月06日  |        | 神田優   | 岩田和行   | 5.8%   |
| 平均收視率 5.3%（收視率由Video Research調查關東地區、家戶的即時統計資料） |          |        |          |            |        |

## 外部連結
- 電視劇官方網站（日語）
  - 電視劇的X（前Twitter）（日語）
  - 電視劇的Instagram帳戶
  - 電視劇的TikTok

| 日本 TBS電視台 週五連續劇          | 日本 TBS電視台 週五連續劇                 | 日本 TBS電視台 週五連續劇 |
| ---------------------------------- | ----------------------------------------- | ------------------------- |
|                                    | 微笑俄羅斯娃娃 （2024年6月28日－9月6日）  |                           |
| 9Border （2024年4月19日－6月21日） | 獅子的藏身處 （2024年10月11日－12月20日） |                           |